# 提姆·吉尼
提姆·吉尼（英語：Timothy S. "Tim" Guinee，1962年11月18日—）是美國的一位舞台、電視、電影演員。他出生在洛杉磯，成長在伊利諾州和得克薩斯州。他出演過的主要電視劇包括滅世、諜影迷情。